# FIBA Liga prvaka
FIBA Liga prvaka (engl. Basketball Champions League) je međunarodno košarkaško natjecanje za europske klubove koje organizira FIBA.

## O natjecanju
U listopadu 2015. je FIBA odlučila preuzeti organizaciju Eurolige od ULEB-a, davši prijedlog vodećim klubovima da u novoj ligi sudjeluje 16 klubova, koji bi igrali dvokružnu ligu (30 kola) i potom doigravanje. Osam klubova bi imalo stalno sudjelovanje, četiri bi bila prvaci europskih liga, a preostala četiri bi se dobila nakon kvalifikacija. Međutim, vodeći europski klubovi su odbili taj prijedlog, ostali vezani uz ULEB i Euroleague Basketball, pritom smanjivši Euroligu na 16 sudionika. Službeno predstavljanje natjecanja je bilo u ožujku 2016. u Parizu. Zamišljeno je da u glavnom dijelu natjecanja sudjeluju 32 kluba u četiri skupine, 24 kluba bi bila izravno kvalificirana, a osam klubova bi se plasiralo nakon kvalifikacija. 
 Vođenje Lige prvaka je podijeljeno između FIBA-e i 10 europskih liga.
Prvenstvo je početkom 2020. prekinuto zbog pandemije COVID-19, ali je službenim priopćenjem najavljeno kako će se završnica u sklopu Final eight turnira održati u Ateni.

## Završnice
| sezona    | mj. završnice              | pobjednik                                     | rez.   | poraženi                                      |
| --------- | -------------------------- | --------------------------------------------- | ------ | --------------------------------------------- |
| 2016./17. | San Cristóbal de La Laguna | Iberostar Tenerife San Cristóbal de La Laguna | 63:59  | Banvit Bandırma                               |
| 2017./18. | Atena                      | AEK Atena                                     | 100:94 | AS Monaco Basket ()                           |
| 2018./19. | Antwerpen                  | Segafredo Virtus Bologna                      | 73:61  | Iberostar Tenerife San Cristóbal de La Laguna |
| 2019./20. | Atena                      | Hereda San Pablo Burgos                       | 85:74  | AEK Atena                                     |
| 2020./21. | Nižnji Novgorod            | Hereda San Pablo Burgos                       | 64:59  | Pınar Karşıyaka İzmir                         |
| 2021./22. | Bilbao                     | Lenovo Tenerife San Cristóbal de La Laguna    | 98:87  | Baxi Manresa                                  |
| 2022./23. | Málaga                     | Telekom Baskets Bonn                          | 77:70  | Hapoel Jeruzalem                              |

## Vanjske poveznice
- službene stranice
- fiba.com  Arhivirana inačica izvorne stranice od 4. studenoga 1996. (Wayback Machine)
- linguasport.com, Basketball Champions League
- eurobasket.com, profil lige